# Zisterzienserinnenabtei Lieu-Notre-Dame (Perrignier)
Die Zisterzienserinnenabtei Lieu-Notre-Dame (auch: Lieu oder Petit-Lieu oder Notre-Dame-du-Lieu) war von 1150 bis 1538 ein Kloster der Zisterzienserinnen in Perrignier, einer Gemeinde im Département Haute-Savoie in Frankreich.

## Geschichte
In der Anfangszeit des Zisterzienserordens kam es im 12. Jahrhundert bei der Gründung von Männerklöstern oft zur benachbarten Gründung von Frauenklöstern für die weiblichen Familienangehörigen, die sich ebenfalls berufen fühlten. So erklärt sich unweit des Klosters Aulps die Gründung des Nonnenklosters Lieu-Notre-Dame südlich des Genfersees im Chablais. 1536 wurde es von der Berner Reformation geplündert und zerstört, 1538 aufgelöst. Die Kirche und einige Klostergebäude sind in Resten erhalten (in Privatbesitz).